# Holandia na Letnich Igrzyskach Olimpijskich 2008
Holandię na Letnich Igrzyskach Olimpijskich 2008 reprezentowało 245 zawodników, startujących w 20 dyscyplinach. 
Był to 24. start reprezentacji Holandii na letnich igrzyskach olimpijskich (nie wystąpili tylko w 1896 i 1904 roku, a w 1956 wystartował jedynie jeździec Alexis Pantchoulidzew).

## Zdobyte medale
| Medal  | Zawodnik | Dyscyplina sportowa      | Konkurencja                               |
| ------ | --- | ------------------------ | ----------------------------------------- |
| Złoto  | Inge Dekker Ranomi Kromowidjojo Femke Heemskerk Marleen Veldhuis Hinkelien Schreuder (eliminacje) Manon van Rooijen (eliminacje) | Pływanie                 | sztafeta 4 x 100 m stylem dowolnym kobiet |
| Złoto  | Marit van Eupen Kirsten van der Kolk | Wioślarstwo              | dwójka podwójna wagi lekkiej kobiet       |
| Złoto  | Marianne Vos | Kolarstwo torowe         | wyścig punktowy kobiet                    |
| Złoto  | Anky van Grunsven | Jeździectwo              | dresaż indywidualnie                      |
| Złoto  | Maarten van der Weijden | Pływanie długodystansowe | 10 km mężczyzn na otwartym akwenie        |
| Złoto  | Iefke van Belkum Gillian van den Berg Daniëlle de Bruijn Mieke Cabout Rianne Guichelaar Biurakn Hakhverdian Marieke van den Ham Noeki Klein Simone Koot Ilse van der Meijden Meike de Nooy Alette Sijbring Yasemin Smit                                | Piłka wodna              | turniej drużynowy kobiet                  |
| Złoto  | Marilyn Agliotti Naomi van As Minke Booij Wieke Dijkstra Miek van Geenhuizen Maartje Goderie Eva de Goede Ellen Hoog Fatima Moreira de Melo Eefke Mulder Maartje Paumen Sophie Polkamp Lisanne de Roever Janneke Schopman Minke Smabers Lidewij Welten | Hokej na trawie          | turniej drużynowy kobiet                  |
| Srebro | Deborah Gravenstijn | Judo                     | do 57 kg kobiet                           |
| Srebro | Hans Peter Minderhoud Imke Schellekens-Bartels Anky van Grunsven | Jeździectwo              | dresaż drużynowo                          |
| Srebro | Femke Dekker Annemiek de Haan Nienke Kingma Roline Repelaer van Driel Annemarieke van Rumpt Sarah Siegelaar Marlies Smulders Helen Tanger Ester Workel (sternik)                                                                                       | Wioślarstwo              | ósemka kobiet                             |
| Srebro | Annemieke Bes Mandy Mulder Merel Witteveen | Żeglarstwo               | klasa yngling kobiet                      |
| Srebro | Lobke Berkhout Marcelien de Koning | Żeglarstwo               | klasa 470 kobiet                          |
| Brąz   | Ruben Houkes | Judo                     | do 60 kg mężczyzn                         |
| Brąz   | Elisabeth Willeboordse | Judo                     | do 60 kg kobiet                           |
| Brąz   | Edith Bosch | Judo                     | do 70 kg kobiet                           |
| Brąz   | Henk Grol | Judo                     | do 100 kg mężczyzn                        |